# Euchorthippus chopardi
Euchorthippus chopardi är en insektsart som beskrevs av Marius Descamps 1968. Euchorthippus chopardi ingår i släktet Euchorthippus och familjen gräshoppor. Inga underarter finns listade i Catalogue of Life.